# 恩德瑞·卡琳娜
恩德瑞·卡琳娜（Endri Karina，1989年3月2日—）是一名阿爾巴尼亞舉重運動員，曾代表國家參加2012年倫敦奧運的舉重男子94公斤級，但未能獲獎。